# Rio Dourado (Rio Grande do Sul)
O rio Dourado é um rio brasileiro do estado do  Rio Grande do Sul.